# Cardiocondyla longispina
Cardiocondyla longispina é uma espécie de formiga do gênero Cardiocondyla, pertencente à subfamília Myrmicinae.